# 元朝の行政区分

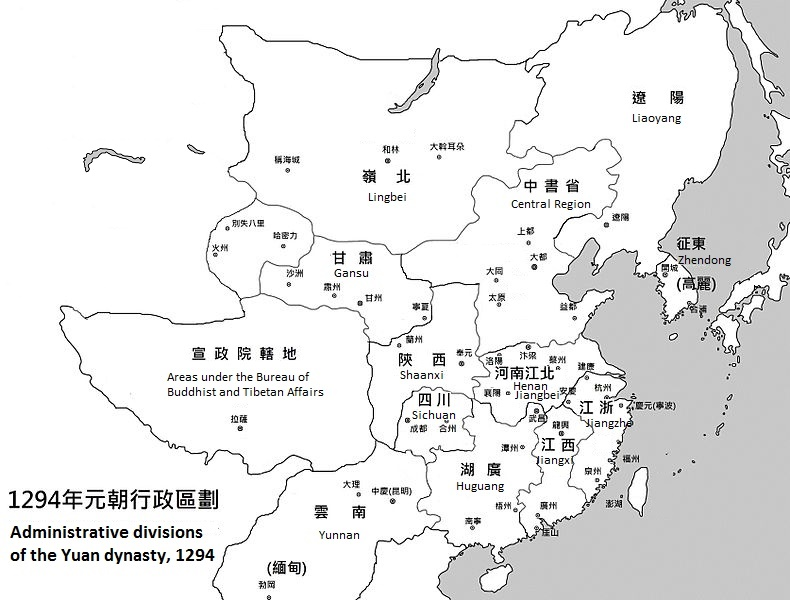
1294年（至元31年）の元朝版図

元朝の行政区分では元朝の採用した行政制度について述べる。
元朝の行政制度の最大の特徴は行中書省制度を採用したことにある。各地方には「○○等処行中書省」が設置され、一般に「○○行中書省」または「○○行省」と称されていた。この制度は金朝が採用した行尚書省制度を沿襲したものであり、元来は金朝同様に中央政府より地方に派遣された臨時の行政機構であった。後に南宋攻撃等の要因が重なり、行省は地方政務を管轄する行政機構となり、次第に第1級の地方行政区画へと変遷していった。元初の各行省の管轄範囲は広大であり、また頻繁な変更が加えられていたが、元朝中期には制度の安定化が見られ、全国を中書省直轄地、宣政院管轄地および11行省が設置され、行省の下には路、府、州、県が設置された。路は行省の管轄とされ、府州は行省直轄のものと、路管轄のものに分けられていた。また県も路直轄、府州管轄のものの2種類が存在していた。

## 直轄地域
元朝の国都である大都及びその近郊は腹裏と称される行中書省直轄地域とされた。腹裏は現在の河北、山東、山西及び河南、内蒙古の一部が含まれ、行省は設置されなかった。
また全国の仏教関連事務を管轄するために設置された宣政院（元初は総制院）であるが、仏教以外に青蔵高原地区の軍政事務を管轄しており、一種の直轄地域を形成している。

## 行中書省
| 元朝行省一覧         | 元朝行省一覧 | 元朝行省一覧                                               |
| 名称                 | 首府         | 管轄範囲                                                   |
| -------------------- | ------------ | ---------------------------------------------------------- |
| 甘粛等処行中書省     | 張掖         | 現在の寧夏、甘粛北東部                                     |
| 河南江北等処行中書省 | 開封         | 現在の河南南部、湖北北東部、江蘇、江西北東部               |
| 湖広等処行中書省     | 武漢         | 現在の湖北南東部、湖南、広西、貴州の大部分、広東南西部     |
| 江西等処行中書省     | 南昌         | 現在の江西、広東大部分                                     |
| 江浙等処行中書省     | 杭州         | 現在の江蘇大部分、安徽、浙江、福建                         |
| 遼陽等処行中書省     | 遼陽         | 現在の遼寧、吉林、黒竜江全域、内蒙古北東部、朝鮮半島北東部 |
| 嶺北等処行中書省     | 和林         | 現在の内蒙古北部、外蒙古、シベリア南部                     |
| 征東等処行中書省     | 開城         | 現在の朝鮮民主主義人民共和国中南部、韓国                   |
| 陝西等処行中書省     | 西安         | 現在の陝西大部分、内蒙古南西部、甘粛南東部、四川北西部     |
| 四川等処行中書省     | 成都         | 現在の四川の西部山岳地帯を除く部分、陝西南西部             |
| 雲南等処行中書省     | 昆明         | 現在の雲南、貴州西部                                       |

### 特殊行省
- 交趾等処行中書省（安南行省）、安南国に設置された。
- 荊湖占城等処行中書省（占城行省）:占城を攻略後に設置された。
- 緬中等処行中書省:ミャンマー（パガン王朝）に設置された。